# Endemol Shine Germany
Endemol Shine ist ein international operierendes Fernsehproduktions- und Entwicklungsunternehmen mit Sitz in den Niederlanden. 2015 war das Unternehmen der zweitgrößte Produzent von Fernsehinhalten in Europa, nach der zur RTL Group gehörenden FremantleMedia-Gruppe. Im internationalen Raum operiert das Unternehmen seit dem 29. Februar 2008 auf dem Videoportal YouTube als Multi-Channel-Network. Am 3. Februar 2014 wurde ebenfalls ein deutschsprachiges Multi-Channel-Netzwerk eröffnet.
Am 1. Juli 2020 genehmigte die europäische Wettbewerbskommission die Übernahme durch Banijay Entertainment für 2,2 Mrd. Dollar.

## Struktur
Endemol entstand durch die Fusion der Produktionsunternehmen Van den Ende Produkties B.V. des Niederländers Joop van den Ende und De Mol Produkties B.V. von John de Mol, dem Bruder der Fernsehmoderatorin Linda de Mol.
Hauptsitz des im Unterhaltungs- und Fiktionsbereich operierenden Unternehmens ist Duivendrecht bei Amsterdam in den Niederlanden. Durch den weltweiten Erfolg des Formats Big Brother ist Endemol fast weltweit durch selbstgegründete oder aufgekaufte Unternehmen vertreten, unter anderem in Deutschland, den USA oder Australien. Im Jahr 2000 wurde das Unternehmen gegen Telefónica-Aktien im Wert von 5,5 Milliarden Euro an den spanischen Telekommunikations- und Medienkonzern Telefónica verkauft.
Bald darauf brachen die Börsenbewertungen für Medienunternehmen zusammen. Nach Abschreibungen stand Endemol bei Telefónica schließlich nur noch mit 840 Millionen Euro in den Büchern. 2005 brachte César Alierta ein Viertel des Unternehmens an die Börse. Doch die Platzierung verlief enttäuschend und die Anleger bewerteten Endemol bei der Erstnotiz mit 1,1 Milliarden Euro. Im Jahr 2007 wurde Endemol von der Börse genommen. Neuer Eigner wurde ein Konsortium aus Goldman Sachs, Mediacinco und Cyrte. Die im Jahr 2007 eingestiegene Sendergruppe Mediaset des italienischen Ex-Ministerpräsidenten Silvio Berlusconi trennte sich im Jahr 2012 wieder von ihren Endemol-Anteilen.
Der Sitz der Endemol Deutschland GmbH befindet sich im Studiokomplex Coloneum im nördlichen Stadtteil Köln-Ossendorf. Seit Mitte 2009 ist Endemol Deutschland auch mit einem eigenen Standort in München vertreten. Sie produziert als unabhängiges Produktionsunternehmen für viele deutschsprachige Fernsehsender; Hauptabnehmer der Produktionen sind zurzeit das ZDF, RTL, Sat.1, Pro7, Kabel eins, RTL II und ORF. Geschäftsführer war bis Ende September 2008 Borris Brandt, der Sohn des Schauspielers Volker Brandt. Neuer Geschäftsführer seit dem 1. Oktober 2008 ist Marcus Wolter.
Endemol Deutschland hielt 90 Prozent der Anteile an der Firma META productions – A member of the Endemol Group, die unter anderem die Infotainment-Formate AKTE und Escher – der MDR-Ratgeber produzierte. Mit den oscarprämierten Produzenten Max Wiedemann und Quirin Berg (Das Leben der Anderen, Männerherzen) gründete Endemol Deutschland zum 1. Januar 2010 das Joint Venture Wiedemann & Berg Television GmbH & Co. KG für den Fiction-Bereich. Darüber hinaus ist Endemol Deutschland zu 51 Prozent an der Produktionsfirma von Jörg Pilawa, Herr P GmbH, beteiligt.
 Eine weitere Endemol Deutschland-Tochter ist die Endemol beyond GmbH, die Webvideos zum Beispiel für YouTube produziert. Unter Leitung des deutschen Geschäftsführers Georg Ramme ist die Endemol beyond mittlerweile international aktiv, produziert eigenen Content (in Deutschland z. B. die YouTube-Kanäle „ShortCuts“, „Survival Guide“ und „Legends of Gaming Germany“ oder das Ratgeberformat „Mom's Diary“ für Yahoo sowie die TV-Sendung Yps – Die Sendung für RTL Nitro), wertet Endemol-Formate im Internet aus (z. B. Die Wache oder Stadtklinik) und fungiert als Multi-Channel Network für Künstler wie Doktor Allwissend, Herr Bergmann oder SceneTakeTV.

## Erfolgreiche Sendungen
Zu den bekannten Formaten gehören unter anderem: Big Brother, Big Bounce - Die Trampolin Show, das in Lizenz produzierte und von Günther Jauch moderierte Wer wird Millionär?, Rette die Million!, Stars bei der Arbeit, 17 Meter und Vermisst.
Basis für die starke Positionierung auf dem deutschen Fernsehmarkt waren die 1990er Jahre, in denen Endemol mit einem sogenannten „Output Deal“ die damals erfolgreichen Samstagabend-Shows von RTL plus (später RTL) produzierte; hierzu gehörten Unterhaltungsshows wie Traumhochzeit, Mini Playback Show, Glücksritter, Die 100.000 Mark Show und Wie bitte?!. Fiktionale Formate wie Stadtklinik oder Die Wache sicherten Endemol außerdem eine der führenden Positionen in der Produktion von Fernsehserien.

## Die Spendershow
Ende Mai 2007 geriet Endemol in den Niederlanden in die Kritik, als das Produktionsunternehmen ankündigte, eine Gameshow namens De Grote Donorshow (deutsch: Die große Spendershow) auszustrahlen, in welcher der Hauptgewinn eine menschliche Niere als Spenderorgan war. Dabei warben drei Kandidaten um die Niere einer todkranken 36-Jährigen. Danach durfte das Publikum per SMS entscheiden, wer die Niere erhalten sollte. Dieses Konzept wurde von vielen Menschen als unethisch kritisiert.
Es stellte sich allerdings heraus, dass die Sendung nicht authentisch war. Die angeblich todkranke Spenderin war eine Schauspielerin. Am Ende der Sendung gab der Moderator die Täuschung bekannt.

## Callactive
Zuletzt stand die deutsche Endemol-Tochter Callactive vermehrt in der Kritik.
Dabei geht es um intransparente Vorgänge im Rahmen der von ihr produzierten Call-in-Gewinnspiele, die zum Beispiel bei den Sendern VIVA, Nick und Comedy Central gesendet wurden und die den Verdacht von Unregelmäßigkeiten aufkommen ließen. Das Unternehmen ging in diesem Zusammenhang vermehrt auch öfters gerichtlich gegen Internetbeiträge vor. Dies verursachte im deutschsprachigen Teil der Blogosphäre einen Sturm der Entrüstung. Im Mai 2008 übernahm Callactive ohne Wissen des Betreibers die Domain des von der LfM empfohlenen kritischen Internetforums call-in-tv.de, welche zwischenzeitlich auf die offizielle Website von Callactive weiterleitete, während das Forum seitdem unter call-in-tv.net zu erreichen war.
Am 18. April 2010 jedoch wurde auch die Seite call-in-tv.net an einen Produzenten von Gewinnspielsendungen übereignet, sodass das ursprüngliche Forum „call-in-tv“ zwischenzeitlich nicht mehr existierte. Mittlerweile ist dieses unter citv.nl zu erreichen.
Callactive hat zudem den Begriff „call-in-tv“ in Verbindung mit den „Forenfarben“ Grün und Weiß als Marke schützen lassen.
Anfang April 2008 wurde bekannt, dass Endemol sich ohne öffentliche Angabe von Gründen von Callactive getrennt hat.
Im Juni des gleichen Jahres zog sich Callactive aus der TV-Produktion entsprechender Call-In-Formate zurück. Die Sendung Money Express wurde fortan von der Telekom-Austria-Tochter mass response GmbH produziert. Am 1. Oktober 2008 wurde die Sendung Money Express eingestellt.

## Multi-Channel-Netzwerk
Im internationalen Raum operiert das Unternehmen seit dem 29. Februar 2008 auf dem Videoportal YouTube, als Multi-Channel-Network. Am 3. Februar 2014 wurde ebenfalls ein deutschsprachiges Multi-Channel-Netzwerk eröffnet. Beide wurden am 31. Juli 2016 eingestellt.
|            | Endemol Beyond Germany | Endemol Beyond |
| ---------- | ---------------------- | -------------- |
| Kanäle     | 87                     | 42             |
| Aufrufe    | 1.686.999.303          | 1.945.731.003  |
| Videos     | 20.260                 | 5.281          |
| Abonnenten | 17.642.621             | 14.268.369     |

(19:57 9. März 2016)